# Ясная Поляна (Вологодская область)
Ясная Поляна — деревня в Череповецком районе Вологодской области.
Входит в состав Тоншаловского сельского поселения, с точки зрения административно-территориального деления — в Тоншаловский поссовет.
Расстояние по автодороге до районного центра Череповца — 7 км, до центра муниципального образования Тоншалово — 6 км. Ближайшие населённые пункты — Череповец, Антоново, Никитино.
По переписи 2002 года население — 760 человек (379 мужчин, 381 женщина). Преобладающая национальность — русские (91 %).